# Добронравов, Леонид Михайлович
Леонид Добронравов (Леон Донич-Добронравов, рум. Leon Donici-Dobronravov; 5 июня 1887, Кишинёв, Бессарабская губерния — 26 мая 1926, Париж) — русский, румынский и французский писатель, актёр, режиссёр и пианист.

## Биография
Окончил Кишинёвское духовное училище и в 1907 году по второму разряду Петербургскую духовную семинарию, позднее — юридический факультет Юрьевского университета.
С 1887 по 1901 годы в Кишинёве брал уроки музыки у Екатерины Салиной, а с 1908 по 1910 годы в Петербурге уроки канто у Аделаиды Больской.
В 1909 году дебютировал повестью «Светоч» в журнале «В поисках вечной истины», на следующий год появилась его новелла «Монплезир» о церковниках, а в 1913 году роман «Новая бурса», который получил большую популярность и был переведен на несколько языков. Однако властям не нравились его произведения, посвященные церковникам — например, роман «Князь мира» о Победоносцеве, тираж которого был конфискован.

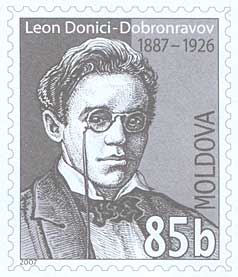
Почтовая марка с портретом Д. Л. Добронравова

В 1919 году был режиссёром в Кишиневской оперной труппе В. Белоусова; впоследствии — преподаватель эстетики, истории оперы, макияжа и костюма в оперной студии В. Нагачевского (1920) и в оперной ассоциации Якова Горского (1921, Кишинёв), выступая также в качестве солиста в нескольких спектаклях. Поставил в Бессарабской опере спектакли: Садко, Травиата, Фауст, Халка.
После выхода политических сатир «Сажа» и «Без лишних слов» был вынужден эмигрировать из России, спасаясь от революционеров, о чём рассказывает в новелле «Путешествие из Петербурга в Кишинёв». Находясь в Румынии, написал книгу-воспоминания «Русская революция», которая считается одной из вершин его беллетристического творчества.
В 1924 году уезжает в Париж к давнему петербургскому приятелю Алексинскому, где остается жить. Общается с русской эмиграцией и работает ответственным за литературный отдел газеты «Родная земля». Работал над романом о Победоносцеве («Князь века»), но не успел опубликовать его вследствие кончины от чахотки в больнице Сен-Луи в Париже 26 мая 1926 года.

### Семья
- Мать — Доминика (Донич) Добронравова (во втором браке — Ростовская).
- Отец — Михаил Добронравов, отчим — Алексей Ростовский.
- Братья — Викторин Добронравов и Ростислав Ростовский.
- Сёстры — Зинаида Добронравова, Валерия и Лариса Ростовские.

## Память
- При поддержке политика крайне правого толка и поэта Октавиана Гоги, писатель Никифор Крайник перевез останки Добронравова на родину в Кишинёв.
- В 2007 году была выпущена почтовая марка Молдовы, посвященная Добронравову.
- В 2024 году его воспоминания «Русская революция» впервые были переведены на русский язык и изданы в России.

## Деятельность

### Литературное творчество
Дебютировал в 1909 году в «Светоче» (повесть «В поисках вечной истины»). В новелле «Mon Plaisire», вышедшей в «Историческом курьере», критикует церковников. Далее следуют роман «Новая бурса» (1913), созвучный «Бурсе» Помяловского, автобиографическая новелла «Детство» («Нива»), «Блудный сын»(1914), «Горький цвет» (1915). Печатался также в прессе эсеров и кадетов.
В 1917-м году вышли:
- Гарь и копоть : (О ленинцах, подленинцах и проч. знаменитостях) / Леонид Добронравов. — Петроград : [б. и.], 1917 (Синод. тип.). — 32 с
- Церковь и республика /- Петроград : Б-ка свобод. России, 1917. — 16 с.; 20. — (Библиотека свободной России. Что надо знать свободному народу?; № 6)
- Новая бурса : [Роман] /- Санкт-Петербург : «Прометей» Н. Н. Михайлова, [1913]. — [4], 235 с.

Нашедши прибежище в Румынии, переучился румынскому языку и опубликовал множество статей в прессе, новелл («Великий Архимед», «Антихрист», «По дороге в Эмаус») и воспоминания («Русская революция»), вышедшие в 1928 год, в которых критикует жестоко все действующие лица революции: царя Николая II, Керенского, Ленина и Троцкого.

### Роли на оперной сцене
- Бартоло (Севильский цирюльник, Россини)
- (Тоска, Пуччини)
- Альфио (Сельская честь, Масканьи)

### Сотрудничество
На сцене сотрудничал с:
- Михаилом Быркэ
- Василе Маланецки
- Яковом Горским
- Анастасией Дическу
- Николаем Нагачевским
- Исааком Бейном
- Жаном Бобеску
- Рудольфом Штейнером
- Аурелом Кристеску-Дука
- Энрикеттой Родриго
- Константином Романовым
- Григоре Мелник
- Еленой Ивони
- Марией Изар
- Дмитрием Березовским
- Еленой Корнеску
- Л. Шерпуновым